# Polațk
Polațk (în bielorusă: По́лацк; în rusă: Полоцк, transliterat Poloțk, lituaniană, Polockas, în poloneză Połock) este un oraș istoric din Belarus, fost membru al Ligii Hanseatice, situat pe râul Dvina de Vest. Este centrul districtului Poloțk din Regiunea Vitebsk. Populația actuală a orașului este de 82.547 locuitori (2009). Aeroportul omonim, respectiv baza aeriană Borovițîi, i-au slujit în timpul Războiului Rece.

## Istoric
Numele Polotesk provine din limba slavă veche de est, fiind derivat din numele râului Polota, care este un afluent al fluviului Daugava care trece prin apropierea orașului. Numele utilizat de vikingi pentru denumirea orașului era de Palteskja ori Paltejsborg.
Polotsk este unul dintre cele mai vechi orașe ale slavilor estici. A fost prima dată menționat de Cronica primară în 862 (ca Полотескъ, /poloteskŭ/), împreună cu Murom și Beloozero. Saga norvegiană descrie orașul ca cel mai fortificat dintre toate cele ale Rusiei kieviene.

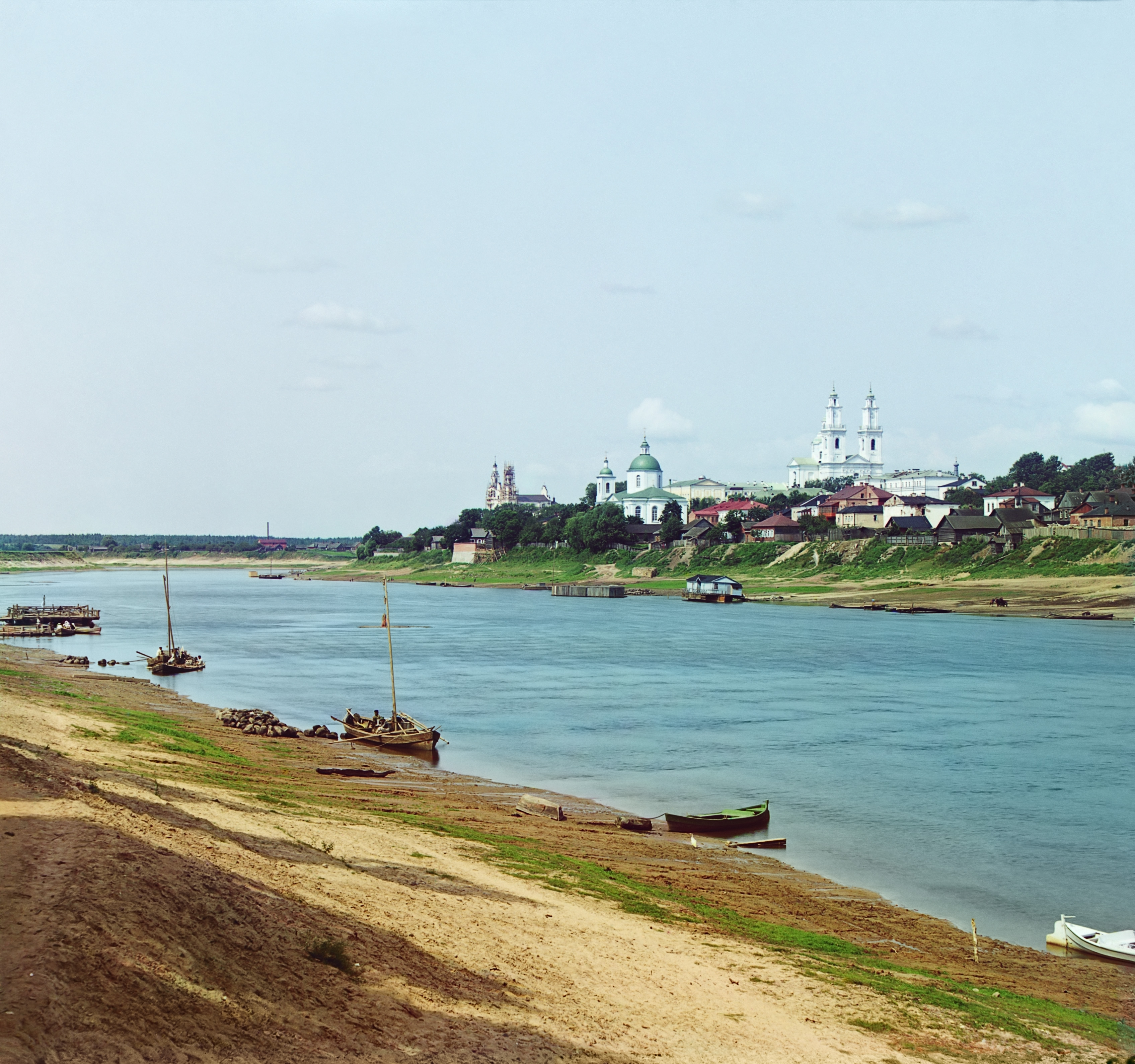
Imagine a oraşului Polotsk din 1912, fotografiat de Serghei Prokudin-Gorski.

## Moștenire culturală
Regele Ștefan Báthory a înființat aici un colegiu iezuit și l-a numit în funcția de rector pe Piotr Skarga, devenit ulterior rector al Universității din Vilnius.
În 1629, aici s-a născut Simeon Poloțki.
Ivan cel Groaznic a ocupat orașul în 1653, eveniment care a marcat începutul declinului localității.